# Теорема Мореры
Теорема Мореры представляет собой обращение (неполное) интегральной теоремы Коши и является одной из основных теорем теории функций комплексного переменного. Она может быть сформулирована так:
| Если функция {\displaystyle f(z)} комплексного переменного {\displaystyle z} в области {\displaystyle D} непрерывна, и интеграл от неё по любому замкнутому спрямляемому контуру {\displaystyle \Gamma \subset D} равен нулю, то есть {\displaystyle \oint \limits _{\Gamma }f(z)\,dz=0,} то {\displaystyle f(z)} — аналитическая функция в {\displaystyle D}. |

Условие теоремы можно ослабить, ограничившись требованием обращения в нуль интегралов, взятых по границе любого треугольника, принадлежащего области {\displaystyle D}.

## Идея доказательства
Доказательство основано на том, что функция, удовлетворяющая условиям теоремы, будет иметь первообразную в {\displaystyle D}, т. е. существует такая функция {\displaystyle F(z)}, что
{\displaystyle {\frac {dF(z)}{dz}}=f(z).}
Но функция, комплексно дифференцируемая один раз, является аналитической, поэтому её производная {\displaystyle f} также будет аналитической.

## Применение
Теорема Мореры является основным способом доказательства аналитичности некоторой сложно определённой функции. Одним из центральных утверждений при этом является то, что если последовательность {\displaystyle f_{n}} аналитичных функций равномерно сходится к функции {\displaystyle f}, то
{\displaystyle \oint \lim _{n\to \infty }f_{n}(z)\,dz=\lim _{n\to \infty }\oint f_{n}(z)\,dz=0,}
поэтому, по теореме Мореры, предельная функция также будет голоморфной. Таким образом доказывается голоморфность многих функций, определённых рядами и интегралами, например, дзета-функции Римана
{\displaystyle \zeta (s)=\sum _{n=1}^{\infty }{\frac {1}{n^{s}}}}
и гамма-функции Эйлера
{\displaystyle \Gamma (\alpha )=\int \limits _{0}^{\infty }t^{\alpha -1}e^{-t}\,dt.}
Теорема Мореры также используется для доказательства аналитичности функции, построенной по принципу симметрии.

## История
Эта теорема была получена итальянским математиком Джиачинто Морерой в 1886 году.